# Borzeshābād
Borzeshābād (persiska: برزش آباد) är en ort i Iran.   Den ligger i provinsen Khorasan, i den nordöstra delen av landet, 700 km öster om huvudstaden Teheran. Borzeshābād ligger 954 meter över havet och antalet invånare är 847.
Terrängen runt Borzeshābād är platt åt sydväst, men åt nordost är den kuperad.Runt Borzeshābād är det ganska tätbefolkat, med 185 invånare per kvadratkilometer. Närmaste större samhälle är Mashhad, 18,9 km väster om Borzeshābād. Omgivningarna runt Borzeshābād är i huvudsak ett öppet busklandskap.